# Liz Garbus
Liz Garbus (11 de abril de 1970) é uma cineasta estadunidense, especialista em realização de documentários. Foi indicada ao Oscar de melhor documentário de longa-metragem por The Farm: Angola, USA e What Happened, Miss Simone?. Em 2011, seu filme Bobby Fischer Against the World abriu a sessão documentária no Festival Sundance de Cinema.

## Biografia
Liz cresceu na cidade de Nova Iorque. É filha do advogado de direitos civis, Martin Garbus, e da escritora, terapeuta e assistente social Ruth Meitin Garbus. Liz se formou pela Brown University em história e semiótica, em 1992.

## Filmografia
| Ano  | Filme                                               | Direção | Co-produção |
| ---- | --------------------------------------------------- | ------- | ----------- |
| 1998 | The Farm: Angola, USA                               | Sim     | Sim         |
| 2002 | The Execution of Wanda Jean                         | Sim     | Sim         |
| 2003 | Girlhood                                            | Sim     | Sim         |
| 2003 | The Nazi Officer's Wife                             | Sim     |             |
| 2005 | Street Fight                                        |         | Sim         |
| 2006 | Yo soy Boricua, pa'que tu lo sepas!                 | Sim     | Sim         |
| 2007 | Coma IV                                             | Sim     |             |
| 2007 | Ghosts of Abu Ghraib                                |         | Sim         |
| 2009 | Shouting Fire: Stories from the Edge of Free Speech | Sim     | Sim         |
| 2010 | Killing in the Name                                 |         | Sim         |
| 2011 | Bobby Fischer Against the World                     | Sim     |             |
| 2011 | There's Something Wrong with Aunt Diane             | Sim     | Sim         |
| 2012 | Love, Marilyn                                       | Sim     | Sim         |
| 2013 | Before the Spring: After the Fall                   | Sim     | Sim         |
| 2014 | A Good Job: Stories of the FDNY                     | Sim     | Sim         |
| 2015 | What Happened, Miss Simone?                         | Sim     | Sim         |
| 2016 | Nothing Left Unsaid                                 | Sim     |             |
| 2020 | Lost Girls                                          | Sim     |             |
| 2025 | Good American Family                                | Sim     | Sim         |